# Skulpturenweg Warpe

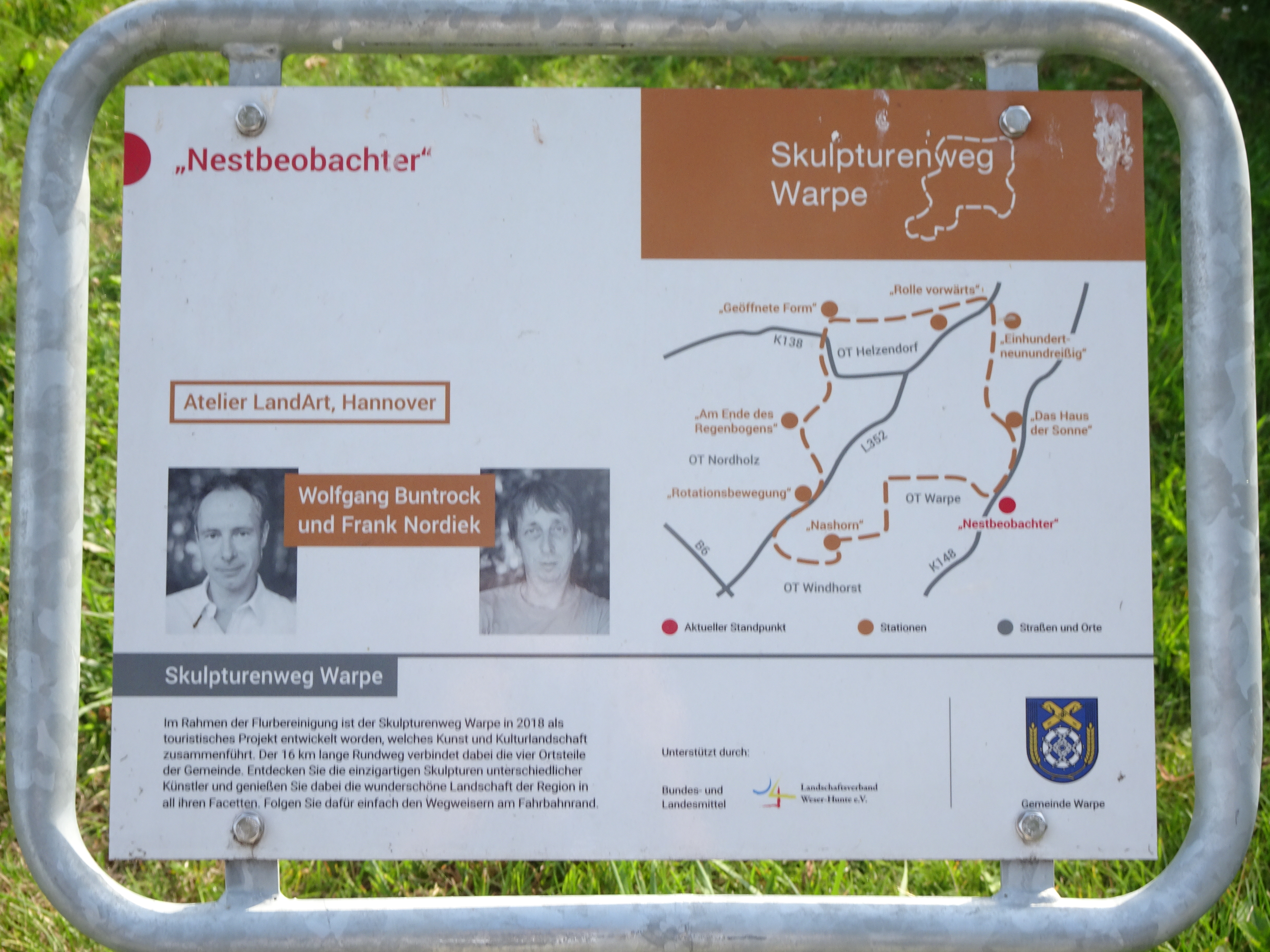

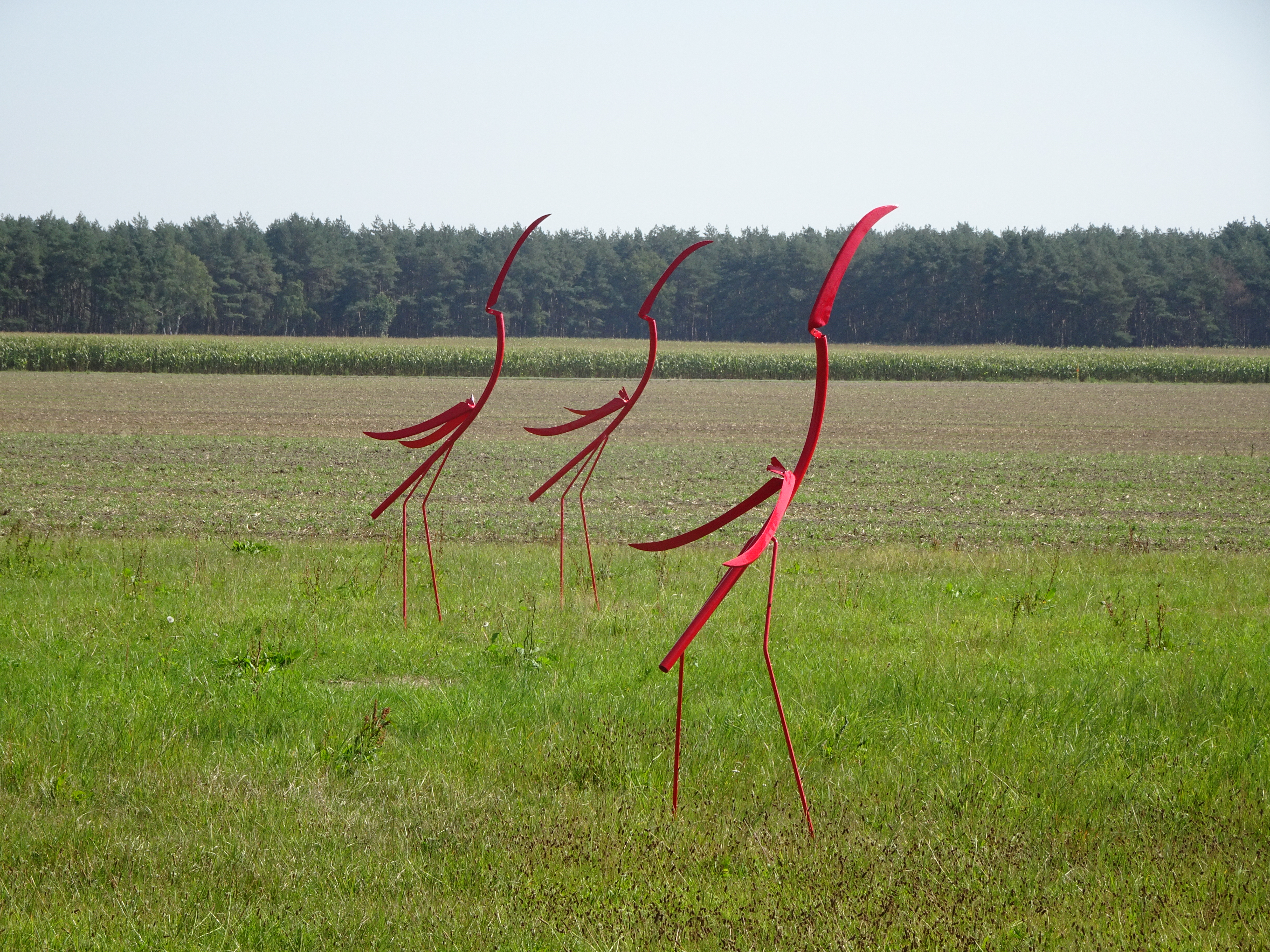
Die Skulptur Nestbeobachter (auch: Rote Vögel)

Der Skulpturenweg Warpe liegt in Warpe, einer Gemeinde der Samtgemeinde Grafschaft Hoya im Landkreis Nienburg/Weser in Niedersachsen. Der 2018 eröffnete Skulpturenweg, ein rund 16 km langer Rundweg, führt durch die vier Ortsteile der Gemeinde: Helzendorf, Nordholz, Warpe und Windhorst. An neun Stationen mit neun Kunstwerken von elf Künstlerinnen und Künstlern verbindet er Kunst und Kulturlandschaft.

## Liste der Skulpturen
- Wolfgang Buntrock und Frank Nordiek (Atelier LandArt, Hannover): Nestbeobachter
- Pablo Hirndorf (Warpe) und Bert Strebe (Hannover): Haus der Sonne
- Susanne Ruoff (Berlin): Einhundertneununddreißig
- Martina Benz (Bremen): Rolle vorwärts
- Michaela Biet (Nürnberg): Geöffnete Form
- Hans Müller (Bremen): Hochsitz
- Richard A. Cox (Soest): Am Ende des Regenbogens
- Alf Becker (Hasselberg): Rotationsbewegung
- Matthias Mauritz (Hille): Nashorn

## Medien
- Eine Reise entlang des Warper Skulpturenwegs. Film von Rolf Zacher (Hoyerhagen), ca. 75 Minuten[1]